# دریاچه ادگار
دریاچه ادگار یک حوضچه گسل طبیعی در قسمت بالایی رودخانه هوون در جنوب غربی تاسمانی بود.

## شرح
دریاچه ادگار در واقع از دو دریاچه کوچک تشکیل شده بود و زمانی ایجاد شدند که گسل ادگار باعث شد دشت‌های زیر کوه آن، در بالای رودخانه هوون، کمی بیش از ۶ متر (۲۰ فوت) جابجا شوند که باعث مسدود شدن رودخانه و انحراف آن به سمت شمال، در اطراف قله اسکاتز شد. در نهایت در سال ۱۹۷۲، دریاچه با آبگیری دریاچه پدر به عنوان بخشی از طرح برق آبی در آن ادغام شد. دریاچه ادگار را نباید با حوضچه ادگار اشتباه گرفت.